# Hot Wheels: Beat That!
Hot Wheels: Beat That! è un videogioco di corse automobilistiche del 2007 pubblicato da Activision e sviluppato da Eutechnyx per Microsoft Windows, Nintendo DS, PlayStation 2, Wii e Xbox 360 ed è basato sulla linea dei giocattoli di Hot Wheels prodotta da Mattel. È stato pubblicato il 25 settembre 2007.

## Accoglienza

### Critica
Secondo Metacritic, le versioni per Nintendo DS, PlayStation 2 e Wii hanno ricevuto recensioni miste, mentre le versioni Microsoft Windows e Xbox 360 hanno ricevuto recensioni negative.
| Testata                               | Versione | Giudizio |
| ------------------------------------- | -------- | -------- |
| Metacritic (media al 17 gennaio 2021) | DS       | 65/100   |
| Metacritic (media al 17 gennaio 2021) | PC       | 35/100   |
| Metacritic (media al 17 gennaio 2021) | PS2      | 50/100   |
| Metacritic (media al 17 gennaio 2021) | Wii      | 55/100   |
| Metacritic (media al 17 gennaio 2021) | X360     | 43/100   |
| IGN                                   | DS       | 6.5/10   |
| IGN                                   | PC       | 3.5/10   |
| IGN                                   | PS2      | 3.5/10   |
| IGN                                   | Wii      | 3.5/10   |
| IGN                                   | X360     | 3.5/10   |